# Thekla Schulz-Brize
Thekla Schulz-Brize, geborene Thekla Schulz (* 6. Januar 1960) ist eine deutsche Bauforscherin.
Thekla Schulz studierte von 1978 bis 1986 Architektur an der TU Braunschweig und war anschließend bis 1990 als Assistentin an der Abteilung Athen des Deutschen Archäologischen Instituts (DAI) unter Hermann J. Kienast für die Ausgrabungen im Heraion von Samos tätig. 1988 und 1989 nahm sie als Architektin an Grabungen des DAI in Sri Lanka teil. 1990 wurde sie Assistentin von Gottfried Gruben am Institut für Baugeschichte der TU München, 1992 vertrat sie Gruben als Inhaberin eines Lehrauftrages. 1994 wurde sie bei diesem und Wolfram Hoepfner mit der Arbeit Drei römische Tempel im Heraion von Samos promoviert. 1995 wurde sie als Professorin für Architekturgeschichte, Denkmalpflege und Historische Bauforschung an die Hochschule Regensburg berufen, wo sie den Masterstudiengangs Historische Bauforschung aufbaute. Seit dem 1. Oktober 2015 lehrt sie in der Nachfolge von Dorothée Sack als Professorin für Historische Bauforschung und Denkmalpflege an der TU Berlin.
Schulz-Brize war von 2002 bis 2012 Zweite Vorsitzende der Koldewey-Gesellschaft und organisierte deren 45. Tagung 2008 in Regensburg. 2010 wurde sie ordentliches Mitglied des DAI und als Vertreterin der Bauforschung zudem Mitglied der Zentraldirektion des DAI. Sie organisierte 2009 die internationale Tagung Dipteros und Pseudodipteros an der Hochschule Regensburg sowie 2009 die Ausstellung 20er Jahre in Regensburg und 2012 die Ausstellung Die Treppe – Leiter der Sinne, jeweils in Zusammenarbeit mit dem Kunst- und Gewerbeverein Regensburg. Sie beschäftigt sich vor allem mit der archäologischen Bauforschung, etwa zu den römischen Tempeln im Heraion von Samos, dem Zeus-Tempel in Aizanoi, dem Tempel des Apollon Smintheus in Chryse (Troas), dem Hekate-Tempel in Lagina und dem Serapis-Tempel in Ephesos. Darüber hinaus forscht sie zur Architekturgeschichte von Regensburg, insbesondere zu den Synagogen in Regensburg und Sulzbach-Rosenberg, sowie der örtlichen Architektur der 1920er Jahre.
Schulz-Brize ist mit dem Klassischen Archäologen Philip Brize (* 1948) verheiratet.

## Schriften
- Die römischen Tempel im Heraion von Samos. Band 1: Prostyloi (= Samos, Band 24). Habelt, Bonn 2002, ISBN 3-7749-3107-0 (= Teil 1 der Dissertation).
- mit Peter Morsbach, Joachim Wienbreyer (Hrsg.): Die Treppe – Leiter der Sinne. Begleitband zur Ausstellung der Hochschule Regensburg und des Kunst- und Gewerbevereins Regensburg e.V. (= Regensburger Beiträge zu Architektur, Bauforschung und Denkmalpflege, Band 1). Morsbach, Regensburg 2012, ISBN 978-3-937527-46-8.
- (Hrsg.): Dipteros und Pseudodipteros. Bauhistorische und archäologische Forschungen. Internationale Tagung, 13.11.–15.11. 2009 an der Hochschule Regensburg. (= Byzas, Band 12) Ege Yayınları, Istanbul 2012, ISBN 978-605-56077-4-6 und ISBN 605560774-3.